# Пуринг, Александр Иванович
Александр Иванович (Яковлевич) Пуринг (1871 — 1925) — русский и советский архитектор.

## Биография
Родился в 8 [20] августа 1871 года в Санкт-Петербурге. Высшее техническое и художественное образование получил в Высшем художественном училище при Императорской Академии художеств под руководством профессора А. О. Томишко. В 1897 году по окончании обучения за проект Вокзал получил звание художника-архитектора. 
С 1898 года работал по Строительной части при Хозяйственном Управлении Св. Синода и при Училищном Совете Св. Синода, был командирован для ревизии построек школ и, кроме того, производил постройку школы в Тульской губернии. С 1906 по 1914 год — архитектор Холмско-Варшавской Епархии (произвёл по своим проектам до 20 построек каменных церквей и до 15 деревянных церквей в городах и селениях Привислинского края, не считая построек школ, больниц, ремонтов и пр.).
В 1914 году вернулся в Петроград и до 1918 года состоял архитектором оценочной Комиссии Городского Кредитного Общества. С 1915 по 1917 год работал в Городской Управе по отделу Городского строительства в качестве архитектора-контролёра (им редактировались Гор. Расценки). В 1918 году несколько месяцев работал по проектированию в Секции Гражданских сооружений при Совете Народного хозяйства Северного района. С конца 1918 года состоял на службе в Военно-Инженерной дистанции (до августа 1921 года — инженер 3-го района Дистанции).
Член Строительного отдела Петропрофобра. Преподаватель по графическим работам в III-ем Петроградском Политехникуме. Состоял на службе в Петроградском Комитете Государственных Сооружений: с 27 сентября по 16 ноября – заведующий Техническим отделом Губстроя; с 16 ноября по 15 декабря – Начальник Губстроя; с 15 декабря по 23 января 1922 г. – заведующий Производственным Отделением Технического отдела Гражданских сооружений; с 24 января - инженером для поручений Центральной Ликвидационной Комиссии по Петрогубкомгосоору.
Скончался 31 июля 1925 года в Ленинграде. Похоронен на Никольском кладбище Александро-Невской лавры (17-я дорожка).

## Проекты и постройки
- Храмы. Образцовые проекты, в частности церковь во имя Казанской иконы Божией Матери в Оршове;
- Доходный дом Пирогова. Невский проспект, 154;
- Доходный дом Н. Н. Никонова. Большой проспект Петроградской стороны, 45;
- Доходный дом Н. Н. Никонова. Большая Пушкарская улица, 36;
- Каменные лавки по Банковскому переулку;
- Жилой корпус при Старорусском подворье;
- Флигель по Ямской улице;
- Здание богадельни Шестоковского Вознесенского женского монастыря. Старорусская улица, 10 — Кирилловская улица, 2 (1904)[1];
- Особняк Кочнева в Удриасе;
- Особняк Гольмстрема в Озерках.